# Chandrabhanu

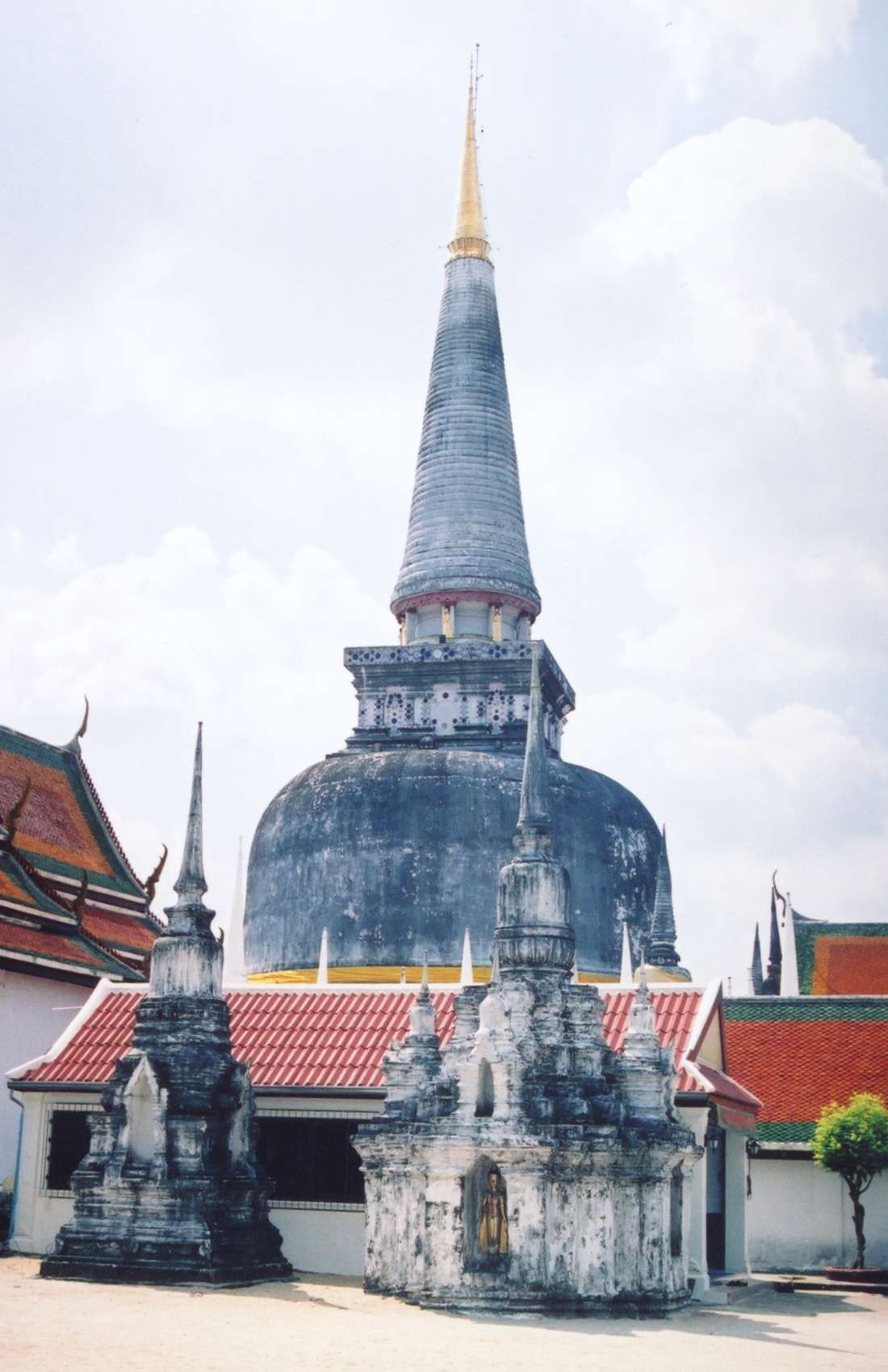
Estupa Phrae Boromadhatu

Chandrabhanu (fallecido en 1263) o Chandrabhanu Sridhamaraja fue el rey del Reino de Tambralinga en la actual Tailandia. Un Javaka,  fue conocido por haber gobernado durante el periodo de 1230 hasta 1263. Fue también conocido por construir una estupa budista bien conocida en el sur de Tailandia. Pasó más de 30 años intentando conquistar Sri Lanka. Fue finalmente derrotado por las fuerzas de la dinastía Pandya de Tamil Nadu (en la actual India del sur) en 1263 y fue asesinado por el hermano del emperador de India del sur Jatavarman Sundara Pandyan.
En 1247 envío una expedición a la isla aparentemente para adquirir la reliquia budista de la isla.: 184–185  Su ejército, utilizando dardos de veneno, fue capaz de conquistar el reino de Jaffna, la parte norte de la isla en 1255. Reiteró varios intentos de conquistar el resto de la isla. En 1258 sus ejército se enfrentó a una invasión de la isla por las fuerzas de la dinastía Pandya comandada por Jatavarman Sundara Pandyan I, y sometiendo a Chandrabhanu a las leyes de Pandya, con el reino de Jaffna bajo la soberanía de Pandya. A partir de 1262-1264 el ejército de Tambralinga, usando Chola y soldados Pandya comandaros por el hijo de Chandrabhanu Savakanmaindan y dos príncipes Cingaleses fueron derrotados por el Pandyas dirigidos en la invasión por Jatavarman Vira Pandyan I. En 1270, Savakanmaindan, continuó en el trono de Jaffna bajo la soberanía de Pandya intentó nuevamente invadir el sur de la isla, sólo para ser derrotado de manera definitiva por los Pandyas, liderados por Maravarman Kulasekara Pandyan I a finales de la década de 1270. La derrota fue tan completa que en 1290, Tambralinga fue anexionada por los Reinos tailandeses vecinos.

## Tambralinga
De acuerdo a la inscripción núm.24 encontrado en el wat Hua-wieng (templo Hua-wieng) en Chaiya cerca de Nakhon Si Thammaraj, Chandrabhanu es gobernante de Tambralinga y era de Patama vamsa (dinastía loto). Comenzó a reinar en 1230,  construyendo la Phrae Boromadhatu  una estupa budista en Nakhon Si Thammaraj para resguardar la reliquia budista.

## Primera invasión de Sri Lanka
Fue recordado por el Mahavansha, la crónica histórica de Sri Lanka para invadir Sri Lanka en 1247 en búsqueda de la reliquia budista que Sri Lanka poseía. Según las fuentes cingalesas sea un cacique Javaka y un pirata en el estrecho de Malaca del reino de Tambralinga. A pesar de que el rey Parakramabahu II (1236–70) del reino cingalés de Dambadeniya fue capaz de derrotarle, Chandrabhanu se trasladó al norte y garantizo el trono Tamil alrededor del 1255. Jatavarman Sundara Pandyan del Imperio Pandya en la intervención de Tamilakkam en 1258 e hizo a Chandrabhanu someterse a los Pandya, ofreciendo anualmente elefantes y joyas preciosas como tributo. Un segundo intento por Chandrabhanu para invadir desde el norte incitó al príncipe de India del sur, Jatavarman Veera Pandyan, hermano del emperador Jatavarman Sundara Pandyan para intervenir en 1262-1264. Chandrabhanu fue asesinado en combate. Veera Pandyan procedió a izar la bandera de victoria del toro Pandya en el templo Koneswaram, Konamalai. Savakanmaindan, hijo de Chandrabhanu, heredó el trono en el norte de la isla, tras la muerte de su padre.

## Hijo de Chandrabhanu
Su hijo, Savakanmaindan se sometió ante los Pandya y fue recompensado,  este le permitió mantener el control del reino Jaffna mientras Sundara Pandyan se mantuvo como emperador supremo de Pandya. Marco Polo, describió el imperio de Sundara Pandyan como el más rico en el mundo, mientras visitaba el reino Jaffna al atraque en Trincomalee, y describió los lugareños bajo el mandato rey Sendemain que andaban en su mayoría desnudos y se alimentaban de arroz y carne. La tierra era abundante, con rubíes y otras piedras preciosas, aunque en esta etapa Savakanmaindan había dejado de pagar tributos a los Pandyan. Cuándo Savakamaindan se embarcó en una invasión al sur, la dinastía Pandya bajo el rey Maravarman Kulasekara Pandyan I, una vez más invadió y lo derrotó a finales del 1270. Sin embargo, para promover el poder duro tamil en la región, puieron a cargo a uno de sus ministros en encargados de la invasión, Kulasekara Cinkaiariyan, un Aryacakravarti como el Rey. En la local lengua tamil, todo los asiáticos del sudeste son conocidos como Javar o Javanesa. Hay una serie de nombres en la península de Jaffna, perteneciente a conexiones con el Sudeste Asiático. Chavakacheri Significa un asentamiento Javanesa. Chavahakottai significa una fortaleza de Java en total alusión al breve gobierno de Chandrabhanu en el norte.